# Plumbland
Plumbland är en by och en civil parish i Cumbria i England. Orten har 367 invånare (2001). Den har en kyrka.